# Elk*rtuk
Az Elk*rtuk (munkacímén A hazugság ára) 2021-ben bemutatott magyar politikai propaganda krimi-filmdráma, a brit Keith English rendezésében. A film producere Kálomista Gábor, forgatókönyvét Bendi Balázs írta. A film témája Gyurcsány Ferenc egykori miniszterelnök nagy vihart kavart őszödi beszédének kiszivárgása és annak hatásai. A főbb szerepeket Bánovits Vivianne, Mózes András, Gubás Gabi és Őze Áron játsszák. Gubás Gabi alakítja a filmben Gyurcsány Ferenc feleségét, Dobrev Klárát.
A filmet 2021. október 21-én mutatták be a Corvin moziban és a Cinema City mozikban. A forgatás költsége 800 millió forint volt, végül elérte az 1,14 milliárd forintot. A Nemzeti Filmintézet nem járult hozzá a büdzséhez, a költségeket a filmet gyártó Megafilm vállalat állta. A társproducer Helmeczy Dorottya úgy nyilatkozott, hogy a filmkészítés finanszírozására még hitelt is felvettek, de ilyen költségvetésű film esetében ezt az állítást mások kétkedve fogadták, azonkívül már maga a hitelfelvétel nagy rizikó a filmezésben. Egy névtelenséget kérő ismert producer az Indexnek elmondta, hogy még piaci cégek sem igen támogatnának jelentősebb összeggel egy ekkora költségvetésű produkciót, hisz a film hitelezése nem kifizetődő, nemcsak Magyarországon, de egész Európában sem, főleg napjainkban, amikor a filmmegosztó multinacionális cégek miatt a mozi hanyatlásnak indult.
Az őszödi beszédnek és hatásainak nem ez volt az első megfilmesítési kísérlete. 2013-ban került bemutatásra Dézsy Zoltán Elment az öszöd című filmszatírája, ami nem talált elismerésre sem a nézők, sem a kritikusok között.
Az Elk*rtuk már a mozikban való megjelenése előtt is heves vitákat váltott ki és indulatokat keltett. Többen, főleg a parlamenti ellenzék oldaláról a kormányzó Fidesz-KDNP-propaganda kurzusfilmjének tartották. Szintén erős indulatokat gerjesztett, amikor a fő budapesti mozihálózatok, mint a Cinema City vagy a Budapest Film előzetesen úgy döntöttek, hogy nem mutatják be a filmet. Kálomista Gábor felháborodottan reagált e döntésükre, s nyíltan azzal vádolta a cégeket, hogy a gyurcsányista propaganda és az ellenzéki cenzúra nyomására döntöttek így. Liszkai Tamás, a Budapest Film Zrt. igazgatója a vádakat visszautasította, emellett hozzátette, hogy szerinte eddigi munkája során az első és eddig egyetlen politikai nyomásgyakorlási kísérletet épp Kálomista Gábor irányából érzékelte.
A producer később azonban egyezségre jutott az érintett mozikkal, és a film a tervezett időpontban bemutatásra került. Kálomista Gábor eközben a sajtóban továbbra is kitartott azon álláspontja mellett, hogy ideológiai alapon tönkre akarják tenni a filmet, nehogy eljusson a nézőközönséghez.
Bár a film bemutatója előtt elterjedt, hogy Gyurcsány Ferenc szerepét is eljátssza egy hivatásos színész, a volt miniszterelnök valójában csak archív felvételeken jelenik meg a politikai krimi szereplőjeként.
A film első televíziós vetítése a TV2-n történt, 2022. március 14-én 21 órakor.

## Cselekmény
A cselekmény az őszödi beszéd 2006 szeptemberi kiszivárgásának és a tévészékház ellen azt követően indított ostromnak a körülményeiről szól, számos ponton feltételezéseket és fiktív elemeket felhasználva.

## Szereplők
| Színész               | Szereplő                           |
| --------------------- | ---------------------------------- |
| Bánovits Vivianne     | Réka                               |
| Mózes András          | Nándi                              |
| Bokor Barna           | Hann Endre                         |
| Gubás Gabi            | Dobrev Klára                       |
| Bede-Fazekas Szabolcs | Szilvásy György                    |
| Trill Zsolt           | Réka édesapja, nyugalmazott rendőr |
| Szőke Richárd         | Attila, Réka testvére              |
| Hajdu Imelda          | Kata                               |
| Zayzon Zsolt          | Szilárd                            |
| Nagy Viktor           | Jakubinyi Róbert                   |
| Jánosi Ferenc         | Gál J. Zoltán                      |
| Kékesi Gábor          | Tamás                              |
| Tóth Sándor           | Galambos Lajos                     |
| Őze Áron              | Juhász Ferenc                      |
| Ficzere Béla          | András                             |
| Darnyik Szilvia       | Zsuzsa                             |
| Pápai Erika           | Apró Piroska                       |
| Csőre Gábor           | Medárd                             |
| Kőszegi Ákos          | Taxisofőr                          |

### További szereplők
- Szikszai Rémusz – újságíró
- Mikola Gergő – diszpécser
- Urbán Viktória – Lili
- Urmai Gábor – Isti
- Marosán Csaba – Karácsony Gergely
- Seszták Szabolcs – parancsnok
- Erdélyi Tímea – Endre felesége
- Király Adrián – köpcös
- Káli Gergely – igazgató
- Nagy Róbert – biztonsági őr
- Mohácsi Nóra – Krisztina
- Áldott István – Menya
- Lukács Dániel – Mátyás
- Kós Mátyás – vendég
- Schneider Mónika – riporter
- Schumacher Vanda – titkárnő
- Kovács S. József – mentős
- Orbán Gábor – egyenruhás férfi
- Buvári Lilla – Cica
- Szarvas Attila – alezredes
- Nagy Imre – vállalkozó

#### Rendörök
- Barát Attila
- Gombos Krisztián
- Nagy Mátyás
- Rábaközi Gergő
- Mravinác Barna
- Tóth Máté – sebesült rendőr

#### Civil ruhás férfiak
- Ézsiás Csaba
- Baraskó István
- Farkas Zoltán

### Archív felvételről
- Gyurcsány Ferenc
- Kálmán Olga
- Hegedűs Judit
- Cserháti Ágnes

## A forgatás
A filmkészítésre szerződtetett rendező, Keith English már szaktekintélynek számít a filmvilágban[forrás?]. Az Elk*rtukat megelőzően hazájában a The More You Ignore Me című vígjátékával elnyerte a National Film Awards díjat. Az operatőr, a katalán Josep M. Civit is komoly szakmai tapasztalatokkal rendelkezik[forrás?], és dolgozott együtt többek között Brian De Palmával.
A forgatási munkálatok majdnem két hónapig (egész pontosan 50 napig) zajlottak, bár a stábnak elég korlátozott lehetőségei voltak a magyarországi koronavírus-járvány miatt. A forgatócsoportban átlagosan százan dolgoztak, a bonyolultabb jelenetek elkészítésénél 140 fő volt jelen. A hivatásos színészeken túl továbbá 1200 statisztát szerződtettek. A forgatási helyszínek Budapesten voltak: a főváros hét kerületében, harmincegy különböző helyen, köztük a Magyar Televízió régi székháznál, a Széchenyi lánchídon, az Alkotmány utcában, a Szabadság téren stb.
A film vagy 70%-át éjszakai jelenetek teszik ki. A utómunkálatokat 25-30 fős stáb végezte.
A film költségei több mint 1,1 milliárd forintra rúgtak, amiből 343 millió forint állami támogatás volt.

## Vélemények a filmről
A Dobrev Klárát alakító Gubás Gabi a film megjelenése előtt nyilatkozta: „Ez a történet elsősorban emberekről szól, és éljenek bárhol, legyenek bárhol, álljanak bármilyen oldalon, mindig a cél szentesíti az eszközt, csak nem mindegy, hogy mi a cél és mi az eszköz.” Ezenkívül hozzátette, hogy talán mégis inkább kimaradt volna a filmből az erős politikai felhang miatt.
Egyes vélemények, amelyek bár propagandafilmnek tartják az Elk*rtukat, ennek ellenére még nem zárták ki előzetesen, hogy akár minőségi alkotásként fog debütálni a nézők és kritikusok előtt. Példaként felhozták az egyetemes filmtörténetből Szergej M. Eisenstein Patyomkin páncélosát, vagy Bán Frigyes Rákóczi hadnagyát.
A trágár csengésű cím miatt is sokan kritizálták a filmet, azonban a Nemzeti Média- és Hírközlési Hatóság úgy nyilatkozott, hogy a művészfilm kritériumának megfelel az alkotás, mert „művészi értékével hozzájárul a magyar, az európai és az egyetemes audiovizuális kultúra fejlődéséhez és/vagy oktatási, kulturális szempontból is fontos, magas művészi színvonalú mű.”
A fő producert, Kálomista Gábort egyesek amiatt kritizálták, hogy szerintük politikai színezetű hisztériakampányt indított, amikor a nagyobb filmkomplexumok előzetesen nem akarták leadni az Elk*rtukot. Az egyik ilyen kritika szerint a nagyobb mozik a nézőszámokat tartják szem előtt és általánosságban elmondható, hogy még a magyar mozilátogatók is sokkal inkább előnyben részesítenek külföldi (főleg amerikai) filmeket, mint magyarokat, következésképp ugyanennyi erővel más magyar filmesek is felháborodással élhetnének és politikai okokra hivatkozhatnának, mert filmjük hátrányt szenved a magyarországi mozikban.
A premier napján, illetve kevéssel annak kezdete előtt a Magyar Hírlap, az origo.hu vagy a Ripost hatalmas érdeklődésről számolt be a film kapcsán, azonban ez az adat inkább a Corvin mozira volt érvényes, ahol a nézőteret jelentősrészt prominens Fidesz-tagok töltötték meg.
Hírek kaptak továbbá lábra, hogy egyes településeken (pl. Kistarcsán) maguk a kormánypárt képviselői ingyenes vetítést biztosítanak az érdeklődőknek, valamint, hogy az ellenzék vezette újpesti önkormányzat állítólag megakadályozta volna a film vetítését a kerületben található mozikban.
Az ingyenvetítés kapcsán Gulyás Gergely frakcióvezető-helyettes elmondta, a megtekintés ingyenes lehetővé tétele helyes, ám a kötelezővé tétel már nem jöhet szóba.
A vetítést követő órákban a film népszerűsége azonnal zuhanni kezdett. Az értékelők 90%-os szavazásával a film az elérhető legalacsonyabb 1,0 csillagot kapta az Internet Movie Database (IMDB) oldalán eddig és elenyésző számú szavazó értékelte pozitívabban a filmet. A statisztika alapján a legaktívabb véleményezők a 18–29 és 30–44 éves korosztályba tartoznak. Az állás apránként változott, és a bemutatója eltelt időben film értékelése alig 1,5 csillag, a több mint 38 ezer értékelés mellett (az értékelők 83%-a sorolta be így a filmet). Azok, akik a portálon bővebben is kifejtették, mint nézők, a véleményüket, még hónapokkal később is a film gyenge színészi teljesítményéről és igen erőteljes propagandizmusáról beszéltek.
Akadnak vélemények, amelyek szerint a portál politikai csatározás színterévé vált és az értékeléseket politikai hozzáállás alapján adják meg a filmről, mindezt azonban nehéz kézzel fogható bizonyíték nélkül alátámasztani, viszont kormánypárti szimpatizánsok a közösségi hálón törekszenek arra buzdítani másokat, hogy értékeljék pozitívan a filmet, mert annak leértékelése – szerintük – része az ellenzéki propagandának. Ezzel kapcsolatban Kálomista Gábor újabb állítással élt a sajtóban, hogy az ún. Gyurcsány-kommandó törekszik filmje lejáratására.
Filmes szakmai körök az Elk*rtuk finanszírozását kétkedve fogadták konstrukciót, amelyet a producer Kálomista Gábor vázolt fel. Korábban a Szabadság, szerelem című film kapott ekkora promóciót 2006-ban, mely filmnek akkoriban a nézők és kritikusok részéről egyformán igen pozitív volt a fogadtatása, ezzel szemben az Elk*rtuk c. filmre erősen rányomódik a politikai megrendelés bélyege, amit Kálomista Gábor maga is erősített, amikor a sajtóban felháborodottan reagált és politikai összeesküvésről beszélt a film bemutatása kapcsán, a komplexumokkal kialakult nézeteltéréseket illetően. A társproducer Helmeczy Dorottya elmondta, hogy a népszerűsítésre komoly energiát fordítottak, nem is beszélve a filmkészítés költségéről, amelyeknél persze vigyáztak, nehogy állami, avagy pártalapítványi támogatásból legyen finanszírozva. Helmeczy továbbá bízik abban, hogy a jegyeladásokból befolyik akkora összeg, amellyel helyre tudják billenteni az állítólagos hitelfelvételből kialakult finanszírozási hiányt.
A főszereplő Bánovits Viviannét meghökkentették a film körül fellángolt heves érzelmek, amelyekről a következőket mondta: „Sajnálom, hogy színészként ma Magyarországon azon kell gondolkodnom, hogy milyen szerepet vállalhatok el, és hogy az milyen politikai besorolást ad majd nekem. Szerintem ez elszomorító, főleg azért, mert külföldön rendszeresen készítenek megtörtént események alapján filmeket, politikai krimiket. Ott Oscar-díjra jelölik érte a színészeket, itthon meghurcolják.” (Kiderült az is, hogy Bánovits korábban a kormány SZFE feletti befolyásszerzése elleni tüntetésen is részt vett, ami után mégis egy kormánypropagandával vádolt filmben vállalt szerepet.)
Toroczkai László, a Mi Hazánk Mozgalom radikális párt vezetője történelemhamisító Fidesz-propagandafilmnek nevezte az Elk*rtukot és felháborítónak találta, hogy a film szerinte elbagatellizálja az MTV-székház ostromát azzal, hogy az nem is szerepel benne, s annak okaival sem foglalkozik, mivel akkoriban ő és társai vitték oda a maguk petícióját beolvasás céljából. Toroczkai szerint a tüntetők is úgy vannak ábrázolva a filmben, akik csak játsszák a forradalmárt, holott szerinte 2006-ban hazafiak tüntettek az akkori kormány ellen.
Kálomista úgy nyilatkozott, hogy a film szerinte sikertörténet, akár folytatás is készülhet belőle.

### Valós személyek
A filmben három valós személyt mutatnak be negatív színben, mint az események irányítóit: Dobrev Klárát, Gyurcsány feleségét, Szilvásy Györgyöt, a titkosszolgálatokat akkor felügyelő tárca nélküli minisztert és Hann Endrét, a Medián Közvélemény- és Piackutató Intézet igazgatóját. Mindhárman visszautasították a film által felvázolt, személyüket érintő teóriákat.
Dobrev egyszerűen hazugságnak nevezte a filmet. Ugyanezt mondta Szilvásy is, aki a film bírálata mellett hozzátette: szerinte a rendbontásokban éppen hogy a Fidesz volt érdekelt. Kitért arra is, hogy nem zár ki jogi lépéseket sem, arra az esetre, ha személyét valótlanul rossz színben tüntették fel.
Hann felháborítónak nevezte a filmet. Úgy nyilatkozott a HVG-nek: „Annyira abszurd az egész, hogy épeszű ember nem hiheti el. A publicitást általában nem bánom, felfoghatom úgy is, hogy most legalább bekerültem a Portré rovatba. De itt nem elsősorban a személyem érdekes, hanem az általam vezetett Medián. Olyan mértékű hitelrontásról van szó, amelyet aligha lehet válasz nélkül hagyni. Egyébként, ha nem lenne ennyire kártékony, nevetségesnek mondanám, hogy az ötvenes évek propagandafilmjeire hajazó »műalkotás« azzal próbálja dokumentumfilmként hitelesíteni magát, hogy létező személyekkel dúsítja fel a képtelen fikciót.” Hann pert is indított az ügyben, lásd lentebb a Botrányok-fejezetben.
A filmben kisebb szerepben Karácsony Gergely karaktere is feltűnik, aki korábban a Mediánnál dolgozott. Karácsony lesajnálóan nyilatkozott a „nagyon rossz, ócska propagandafilmről”, értetlenkedve afölött, hogy mit keres egyáltalán. Állítása szerint 2016-ban beszélt először Gyurcsánnyal, „akkor is csak öt percet”, azóta pedig nem találkoztak. Hozzátette: nem vett részt a kormánynak akkoriban készülő kutatásokban.

### Kritikák
Az egyik első kritika a HVG portálján jelent meg az Elk*rtukról. A kritika értékeli a film végi a csattanót, a filmben szereplő újságíró keserű vallomását, aki karrierje érdekében kénytelen „lepaktálni” az aktuális hatalommal. Azonban a filmet a kritika írója unalmasnak találja, ami ráadásul szerinte alá nem támasztható és eléggé abszurd összeesküvés-elmélet mentén halad, miszerint Gyurcsány Ferenc a kitervelője mindennek, ő mozgat a háttérben minden egyes szálat, ő egy rejtelmes negatív géniusz. A séma nem ismeretlen külföldi (főleg amerikai) filmekből, de az Elk*rtukban hiteltelennek hat. A cikk szerint a forgatókönyv politikai állítás megfogalmazására törekszik a filmen keresztül és képtelen túllépni a túlexponált közhelyeken. A cikk szerzője szerint az egyes, egyébként valós személyeket bemutató karakterek szerepét is eltúlzottként jellemzi a cikk, túlnagyoltnak, mint pl. Hann Endréét, a Medián igazgatójáét. Úgy látja, hogy abszurdnak és bizarrnak fest az a momentum, ahogyan felbérelt verőlegények Szilvásy György parancsára embereket rabolnak el és üldöznek a fővároson keresztül. A kritika szerzője szerint a film unalmas jellegét erősíti, hogy bár műfaját tekintve krimi és thriller, de nincs meg benne az azokra jellemző feszültség; érzelmileg is nehéz közel kerülni a szereplőkhöz, illetve hogy azok egymás közti viszonyai sincsenek hatásosan ábrázolva. Hasonlóan kifogásolja a szerinte erőltetett és gyengére sikeredett tömegjeleneteket is.
A Közép-Európai Sajtó és Média Alapítványhoz tartozó lapok egységes véleménye szerint a film „pörgős és izgalmas politikai krimi lett.” A Magyar Nemzet „pörgős és izgalmas” filmnek nevezi az Elk*rtukot, bár erre konkrétumokat nem, vagy csak szűkszavúan sorol fel, de akként vélekedik, hogy a filmről „még sokáig fognak beszélni” és más hasonló műfajú külföldi alkotásokkal állítja párhuzamba. A kritika elsősorban eszményíti filmet, amiért akciófilmes mozgásokat alkalmazva mutatja be a tüntetéseket és „a szívet facsaró rendőri terrort.” A Ripost patetikus és némiképp szentimentális hangzású cikkben dicsérte a filmet, amit állítólag egyes nézők meg is könnyeztek. A kormánypárti és produceri oldalról jövő vélemények igen egyoldalúan, tények közlése nélkül tekintik korszakalkotó, minőségi mesterműnek a filmet.
Kovács Gábor producer annak kapcsán, hogy az Elk*rtuk büdzséjéhez hitelt vettek fel, az Index.hu-nak elmondta: „Ilyen nagyságrendű filmköltségvetését magáncégek nem dobnak össze. Ez egy Fidesz-kampányfilm, aminek az ötlete nyilván még csak nem is Kálomista Gábortól származik, máshol döntöttek róla.” Emiatt kétségesnek tartja Kovács, hogy a film készítéséhez hitelt vettek volna fel, s a film piacinak mondott mivoltját pont az ingyenvetítések ténye ássa alá, mert érdemi nézettséget csak így lehet felmutatni.
A Pécs ma portál kritikája pozitívumként említi a főszereplő Réka lépését, aki helyesen próbálván cselekedni igyekszik utánajárni a munkahelyén elkövetett üzelmeknek, melyek révén az őszödi beszéd nyilvánosságra került. Mégis azonban a film mondanivalója nem ez, noha ez az egyetlen működőképes cselekményszál. A portál szerint valós, megtörtént eseményekre támaszkodó része a filmnek (a zavargások, a rendőri jogtalanságok, politikai ármánykodások) kimerítik a hergelés tényét, mely „tömény, bűzölgő propaganda” számos „orbitális öngóllal.” Egyes szereplők funkcióját semmitmondónak nevezi, vagy nincs is funkciójuk, így például Karácsony Gergely vagy Gál J. Zoltán szerepeltetése. A kritika szerint mialatt a machinációk és mesterkedések vezetőjének Gyurcsány Ferencet tartja a film, azonban minden Dobrev Klárára épül és ő tűnik a film főgonoszának, aki eldönti, hogy október 23-án terror lesz Budapest utcáin. A Bede Fazekas Szabolcs alakította Szilvásy karakterével is elégedetlen a kritika, noha a színész korábban remek titkosszolgálati szerepeket alakított. A kritika hozzáteszi, hogy ez az a film, amivel még a kormánypárt ugyanúgy nem lesz elégedett.
Az Index kritikája méltatja Gubás Gabi és Bánovits Vivianne karakterformáló alakítását, viszont elmarasztaló Keith English rendezői szerződtetését illetően, utalva arra, hogy korábban egy vígjátékkal ugyan sikert aratott, ám a politika krimi-thriller valószínűleg nem kínálja számára az ideális terepet. Ezzel kapcsolatban viszont megjegyzi a kritika, hogy magyar rendező valószínűleg nem igazán merte volna filmben bolygatni ezen igencsak érzékeny témát, amivel a producerek is tisztában lehettek, míg egy külföldi filmes más perspektívából nézheti a történteket, s megláthatja benne azt, ami bármin túlmutat. A filmet a kritika marketingjellegűnek tartja, ami elméleteket próbál a nézőbe vésni, mely felveti a kérdést „megengedhető-e, hogy ilyen állításokat tegyen egy politikai krimi olyan közszereplőkről, akikkel kapcsolatban a film producere sohasem titkolta, hogy politikai ellenfelei, sőt ellenségei?” További pozitívumaként említi a filmnek, hogy az Elk*rtuk egyfajta javaslat lehet vitára, javaslat kérdések felvetésére és válaszok keresésére, s azok megbeszélésére.
Az Euronews magyar nyelvű lapján megjelent cikk szerint a film nem a baloldalt, hanem a magyar rendőrséget ítéli meg talán a legnegatívabban: „Túl azon, hogy az emberekkel szemben kegyetlen, brutális, a politikát kiszolgáló testületként ábrázolják, a filmesek azt is élesen tárják elénk, hogy a szakmai hibák sora számos rendőr biztonságát veszélyeztette.”

## Botrányok
Kovács Gábor, az Üvegtigris producere egy később törölt facebook-posztban arra buzdított a filmmel kapcsolatban, hogy az emberek foglaljanak le előre helyeket, de ne vegyék át a jegyeiket. Később a kialakult felháborodás hatására azt mondta, hogy valójában ő explicite nem írta, hogy a vásárlók ne vegyék át a jegyeiket. Emiatt Kálomista Gábor jelezte, hogy kész jogi lépéseket is tenni (s a büntetőfeljelentést később meg is tette), mert ahogy fogalmazott, a Gyurcsány-kommandó „megpróbálja mind külföldön, mind belföldön lejáratni, olyan nemtelen, aljas eszközökkel, amire én egyébként nem gondoltam, hogy megteszik. Ráadásul filmeseket használnak hozzá, akik most furcsa módon elkezdik lefoglalni a jegyeket a mozikban, és nem veszik át.”
A DK beperelte az MTVA-t, amiért a filmmel kapcsolatban a Kossuth Rádió Jó napot, Magyarország! című magazinműsorában a műsorvezető tényként kezelte az Elk*rtuk filmben megjelenő azon összeesküvés-elméletet, mely szerint Dobrev Klára döntött „2006-ban az utcán lévő ártatlan emberek szemkilövéséről és megveréséről”. Az MTVA később helyreigazítást közölt, amiben elismerték, hogy valótlanságokat állítottak a műsorban.
Noha előzetesen maga Gulyás Gergely beszélt arról, hogy kötelező megtekintés szóba se kerülhet, ennek ellenére Karcagon több helyi középiskolából buszokkal szállították a diákokat a vetítésre, aki pedig ez alól kivonta magát, az igazolatlan órát kapott. A vetítés és a buszoztatás költségeit is a fideszes vezetésű helyi önkormányzat állta a tanárok és a mozi üzemeltetője szerint, bár Szepesi Tibor polgármester mindezt tagadta. Több oktató azonban úgy vélekedett, hogy nem volt korrekt a film megtekintésének kötelezővé tétele, különösképp azért, mert 11., 12. és 13. osztályosoknak kellett megnézniük a filmet, akiknek nagy része épp 2022 tavaszára, az akkor esedékes parlamenti választás idejére érhetnek szavazóképes életkorba.
Hann Endre 2022 januárjában megpróbált az alkotókkal peren kívül megegyezni az őt és cégét ért hitelrontás miatt, amihez nyilvános bocsánatkérést és 3 millió forint sérelemdíjat kért. Mivel az ajánlatát elutasították, március 18-án pert indított Kálomista Gábor cége, a Mega Film ellen „jó hírnévhez való személyiségi jogának megsértése miatt” Kálomista a perről is „dokumentumfilmet” készített Elkutattuk címmel, amit a Hír TV mutatott be 2022. október 23-án. A bíróság első fokon Hann-nak adott igazat, indoklása szerint Kálomista filmcégének, a Mega Filmnek oldalán Miniszterek, bűnözők és tanácsadók – de vajon melyik ellenzéki politikus aktív még ma is? megjelent közleménnyel megsértették Hann jó hírnevének védelméhez fűződő személyiségi jogát, mert ezzel úgy mutatták be őt, mintha a filmbeli karakterhez hasonlóan, 2006-ban ő is kutatási adatokat manipulált volna, illetve részt vett volna az őszödi beszéd kiszivárogtatásában és a későbbi rendőri erőszakban. Az ítélet szerint Kálomistának 1,5 millió forint sérelemdíjat és 500 ezer forint perköltséget is fizetnie kell, valamint a Mega Film honlapján bocsánatot kell kérnie Hann Endrétől. 2023 májusában másodfokon azonban a Fővárosi Ítélőtábla jogerős ítéletében úgy ítélte meg, hogy a film alkotói, művészeti szabadsága erősebb, mint a felperes személyiségi jogai és azok védelme; különös tekintettel arra, hogy abban az időszakban a felperes személyiségi jogi helyzete közszereplőként nagyobb szintű tűrési kötelezettséget feltételezett, mint egy átlagember esetében. A filmben kifogásolt megjelenést ezért jogszerűnek ítélték. Hann később jelezte, hogy a strasbourgi Emberi Jogok Európai Bíróságán is kész tovább keresni az igazát. Utóbb az Alkotmánybíróság is a másodfokú ítéletnek adott igazat, mondván: egyértelmű, hogy Hann filmbéli karaktere fiktív személy. Ezt követően Hann tényként jelentette be, hogy a strasbourgi bírósághoz fordul.

## Nézettség, bevétel
A film 2021 legnézettebb magyar filmje lett. A nézettségi adatok szerint 133 072 jegyet adtak el rá, és ezzel az eredménnyel mintegy 187 477 272 Ft bevételt termelt a jegypénztáraknál, azonban ez az összeg messze elmarad a film több, mint egy milliárdos költségvetéséhez képest.

## Kapcsolódó szócikk
- Elment az öszöd
- Blokád